# Турнир Рио — Сан-Паулу 1961
Пятнадцатый розыгрыш турнира Рио — Сан-Паулу был проведён в 1961 году. Участниками стали десять команд, по пять от штатов Сан-Паулу и Рио-де-Жанейро. Структура турнира претерпела изменения по сравнению с предыдущими сезонами. Команды составили две группы, разделяясь по территориальному признаку. Но матчи по-прежнему проходили в формате игр с единственной встречей между всеми участниками. По итогам первенства выбывали по две команды из каждой группы. Оставшиеся команды составили новую группу, где команды играли только с клубами из противоположного штата. Победителем первенства стала «Фламенго».

## Игры первого этапа
| Дата           | Команда 1           | Счёт | Команда 2           |
| -------------- | ------------------- | ---- | ------------------- |
| 1 марта 1961   | Ботафого            | 3:1  | Португеза Деспортос |
| 1 марта 1961   | Сан-Паулу           | 2:3  | Флуминенсе          |
| 2 марта 1961   | Америка (Рио)       | 1:0  | Палмейрас           |
| 2 марта 1961   | Сантос              | 5:1  | Васко да Гама       |
| 4 марта 1961   | Ботафого            | 1:0  | Коринтианс          |
| 4 марта 1961   | Сан-Паулу           | 1:2  | Фламенго            |
| 5 марта 1961   | Флуминенсе          | 1:3  | Сантос              |
| 5 марта 1961   | Португеза Деспортос | 3:1  | Америка (Рио)       |
| 8 марта 1961   | Палмейрас           | 2:3  | Фламенго            |
| 8 марта 1961   | Васко да Гама       | 2:0  | Коринтианс          |
| 9 марта 1961   | Ботафого            | 4:3  | Флуминенсе          |
| 9 марта 1961   | Португеза Деспортос | 2:2  | Сан-Паулу           |
| 11 марта 1961  | Фламенго            | 1:7  | Сантос              |
| 11 марта 1961  | Коринтианс          | 5:4  | Америка (Рио)       |
| 12 марта 1961  | Флуминенсе          | 1:2  | Палмейрас           |
| 12 марта 1961  | Португеза Деспортос | 2:3  | Васко да Гама       |
| 15 марта 1961  | Америка (Рио)       | 3:1  | Ботафого            |
| 15 марта 1961  | Сантос              | 1:0  | Сан-Паулу           |
| 16 марта 1961  | Флуминенсе          | 2:0  | Фламенго            |
| 16 марта 1961  | Коринтианс          | 2:0  | Португеза Деспортос |
| 18 марта 1961  | Палмейрас           | 1:1  | Сан-Паулу           |
| 18 марта 1961  | Ботафого            | 5:1  | Васко да Гама       |
| 19 марта 1961  | Флуминенсе          | 1:0  | Америка (Рио)       |
| 19 марта 1961  | Сантос              | 3:0  | Португеза Деспортос |
| 22 марта 1961  | Ботафого            | 3:0  | Фламенго            |
| 22 марта 1961  | Сан-Паулу           | 3:2  | Коринтианс          |
| 23 марта 1961  | Сантос              | 1:1  | Палмейрас           |
| 23 марта 1961  | Васко да Гама       | 4:1  | Америка (Рио)       |
| 25 марта 1961  | Фламенго            | 2:0  | Португеза Деспортос |
| 25 марта 1961  | Коринтианс          | 3:0  | Флуминенсе          |
| 27 марта 1961  | Палмейрас           | 1:0  | Ботафого            |
| 27 марта 1961  | Васко да Гама       | 2:0  | Сан-Паулу           |
| 29 марта 1961  | Фламенго            | 2:1  | Америка (Рио)       |
| 29 марта 1961  | Коринтианс          | 2:0  | Сантос              |
| 30 марта 1961  | Палмейрас           | 2:1  | Португеза Деспортос |
| 30 марта 1961  | Васко да Гама       | 4:1  | Флуминенсе          |
| 1 апреля 1961  | Америка (Рио)       | 1:2  | Сан-Паулу           |
| 1 апреля 1961  | Сантос              | 4:2  | Ботафого            |
| 2 апреля 1961  | Фламенго            | 2:1  | Васко да Гама       |
| 3 апреля 1961  | Палмейрас           | 3:3  | Коринтианс          |
| 5 апреля 1961  | Сан-Паулу           | 1:1  | Ботафого            |
| 6 апреля 1961  | Васко да Гама       | 1:3  | Палмейрас           |
| 8 апреля 1961  | Коринтианс          | 3:0  | Фламенго            |
| 9 апреля 1961  | Флуминенсе          | 7:0  | Португеза Деспортос |
| 10 апреля 1961 | Сантос              | 6:0  | Америка (Рио)       |

## Турнирная таблица группа А
| Таблица группы «А» Турнира Рио — Сан-Паулу 1961 | Таблица группы «А» Турнира Рио — Сан-Паулу 1961 | Таблица группы «А» Турнира Рио — Сан-Паулу 1961 | Таблица группы «А» Турнира Рио — Сан-Паулу 1961 | Таблица группы «А» Турнира Рио — Сан-Паулу 1961 | Таблица группы «А» Турнира Рио — Сан-Паулу 1961 | Таблица группы «А» Турнира Рио — Сан-Паулу 1961 | Таблица группы «А» Турнира Рио — Сан-Паулу 1961 | Таблица группы «А» Турнира Рио — Сан-Паулу 1961 | Таблица группы «А» Турнира Рио — Сан-Паулу 1961 |
| Позиция                                         | Команда                                         | Матчи                                           | Победы                                          | Ничьи                                           | Поражения                                       | Забито                                          | Пропущено                                       | Разница голов                                   | Очки                                            |
| ----------------------------------------------- | ----------------------------------------------- | ----------------------------------------------- | ----------------------------------------------- | ----------------------------------------------- | ----------------------------------------------- | ----------------------------------------------- | ----------------------------------------------- | ----------------------------------------------- | ----------------------------------------------- |
| 1                                               | Сантос                                          | 9                                               | 7                                               | 1                                               | 1                                               | 30                                              | 9                                               | +21                                             | 15                                              |
| 2                                               | Коринтианс                                      | 9                                               | 5                                               | 1                                               | 3                                               | 20                                              | 13                                              | +7                                              | 11                                              |
| 2                                               | Палмейрас                                       | 9                                               | 4                                               | 3                                               | 2                                               | 15                                              | 12                                              | +3                                              | 11                                              |
| 4                                               | Сан-Паулу                                       | 9                                               | 2                                               | 3                                               | 4                                               | 12                                              | 15                                              | -3                                              | 7                                               |
| 5                                               | Португеза Деспортос                             | 9                                               | 1                                               | 1                                               | 7                                               | 9                                               | 25                                              | -16                                             | 3                                               |

## Турнирная таблица группа B
| Таблица группы «B» Турнира Рио — Сан-Паулу 1961 | Таблица группы «B» Турнира Рио — Сан-Паулу 1961 | Таблица группы «B» Турнира Рио — Сан-Паулу 1961 | Таблица группы «B» Турнира Рио — Сан-Паулу 1961 | Таблица группы «B» Турнира Рио — Сан-Паулу 1961 | Таблица группы «B» Турнира Рио — Сан-Паулу 1961 | Таблица группы «B» Турнира Рио — Сан-Паулу 1961 | Таблица группы «B» Турнира Рио — Сан-Паулу 1961 | Таблица группы «B» Турнира Рио — Сан-Паулу 1961 | Таблица группы «B» Турнира Рио — Сан-Паулу 1961 |
| Позиция                                         | Команда                                         | Матчи                                           | Победы                                          | Ничьи                                           | Поражения                                       | Забито                                          | Пропущено                                       | Разница голов                                   | Очки                                            |
| ----------------------------------------------- | ----------------------------------------------- | ----------------------------------------------- | ----------------------------------------------- | ----------------------------------------------- | ----------------------------------------------- | ----------------------------------------------- | ----------------------------------------------- | ----------------------------------------------- | ----------------------------------------------- |
| 1                                               | Ботафого                                        | 9                                               | 5                                               | 1                                               | 3                                               | 20                                              | 14                                              | +6                                              | 11                                              |
| 2                                               | Васко да Гама                                   | 9                                               | 5                                               | 0                                               | 4                                               | 19                                              | 19                                              | 0                                               | 10                                              |
| 2                                               | Фламенго                                        | 9                                               | 5                                               | 0                                               | 4                                               | 12                                              | 20                                              | -8                                              | 10                                              |
| 4                                               | Флуминенсе                                      | 9                                               | 4                                               | 0                                               | 5                                               | 19                                              | 18                                              | +1                                              | 8                                               |
| 5                                               | Америка (Рио)                                   | 9                                               | 2                                               | 0                                               | 7                                               | 13                                              | 24                                              | -11                                             | 4                                               |

## Игры финального этапа
| Дата           | Команда 1     | Счёт | Команда 2     |
| -------------- | ------------- | ---- | ------------- |
| 13 апреля 1961 | Коринтианс    | 0:1  | Ботафого      |
| 13 апреля 1961 | Васко да Гама | 2:1  | Сантос        |
| 16 апреля 1961 | Фламенго      | 3:1  | Палмейрас     |
| 16 апреля 1961 | Коринтианс    | 0:2  | Васко да Гама |
| 19 апреля 1961 | Ботафого      | 0:0  | Палмейрас     |
| 19 апреля 1961 | Сантос        | 1:5  | Фламенго      |
| 22 апреля 1961 | Палмейрас     | 1:0  | Васко да Гама |
| 23 апреля 1961 | Фламенго      | 2:0  | Коринтианс    |
| 23 апреля 1961 | Сантос        | 1:2  | Ботафого      |

## Турнирная таблица финальной группы
| Турнирная таблица финальной группы Турнира Рио — Сан-Паулу 1961 | Турнирная таблица финальной группы Турнира Рио — Сан-Паулу 1961 | Турнирная таблица финальной группы Турнира Рио — Сан-Паулу 1961 | Турнирная таблица финальной группы Турнира Рио — Сан-Паулу 1961 | Турнирная таблица финальной группы Турнира Рио — Сан-Паулу 1961 | Турнирная таблица финальной группы Турнира Рио — Сан-Паулу 1961 | Турнирная таблица финальной группы Турнира Рио — Сан-Паулу 1961 | Турнирная таблица финальной группы Турнира Рио — Сан-Паулу 1961 | Турнирная таблица финальной группы Турнира Рио — Сан-Паулу 1961 | Турнирная таблица финальной группы Турнира Рио — Сан-Паулу 1961 |
| Позиция                                                         | Команда                                                         | Матчи                                                           | Победы                                                          | Ничьи                                                           | Поражения                                                       | Забито                                                          | Пропущено                                                       | Разница голов                                                   | Очки                                                            |
| --------------------------------------------------------------- | --------------------------------------------------------------- | --------------------------------------------------------------- | --------------------------------------------------------------- | --------------------------------------------------------------- | --------------------------------------------------------------- | --------------------------------------------------------------- | --------------------------------------------------------------- | --------------------------------------------------------------- | --------------------------------------------------------------- |
| 1                                                               | Фламенго                                                        | 3                                                               | 3                                                               | 0                                                               | 0                                                               | 10                                                              | 2                                                               | +8                                                              | 6                                                               |
| 2                                                               | Ботафого                                                        | 3                                                               | 2                                                               | 1                                                               | 0                                                               | 3                                                               | 1                                                               | +2                                                              | 5                                                               |
| 3                                                               | Васко да Гама                                                   | 3                                                               | 2                                                               | 0                                                               | 1                                                               | 4                                                               | 2                                                               | +2                                                              | 4                                                               |
| 4                                                               | Палмейрас                                                       | 3                                                               | 1                                                               | 1                                                               | 1                                                               | 2                                                               | 3                                                               | -1                                                              | 3                                                               |
| 5                                                               | Сантос                                                          | 3                                                               | 0                                                               | 0                                                               | 3                                                               | 3                                                               | 9                                                               | -6                                                              | 0                                                               |
| 5                                                               | Коринтианс                                                      | 3                                                               | 0                                                               | 0                                                               | 3                                                               | 0                                                               | 5                                                               | -5                                                              | 0                                                               |

## Лучшие бомбардиры
| Место | Игрок           | Клуб          | Голы |
| ----- | --------------- | ------------- | ---- |
| 1     | Коутиньо        | Сантос        | 9    |
| 1     | Пепе            | Сантос        | 9    |
| 3     | Дида            | Фламенго      | 8    |
| 3     | Пеле            | Сантос        | 8    |
| 5     | Жабуру          | Флуминенсе    | 7    |
| 5     | Армандо Миранда | Коринтианс    | 7    |
| 5     | Пакоти          | Васко да Гама | 7    |
| 8     | Амарилдо        | Ботафого      | 6    |
| 8     | Жерсон          | Фламенго      | 6    |
| 8     | Куарентинья     | Ботафого      | 6    |
| 11    | Шина            | Ботафого      | 5    |
| 11    | Жоакинзиньо     | Коринтианс    | 5    |
| 11    | Валдо Машадо    | Флуминенсе    | 5    |